# Valrörelse

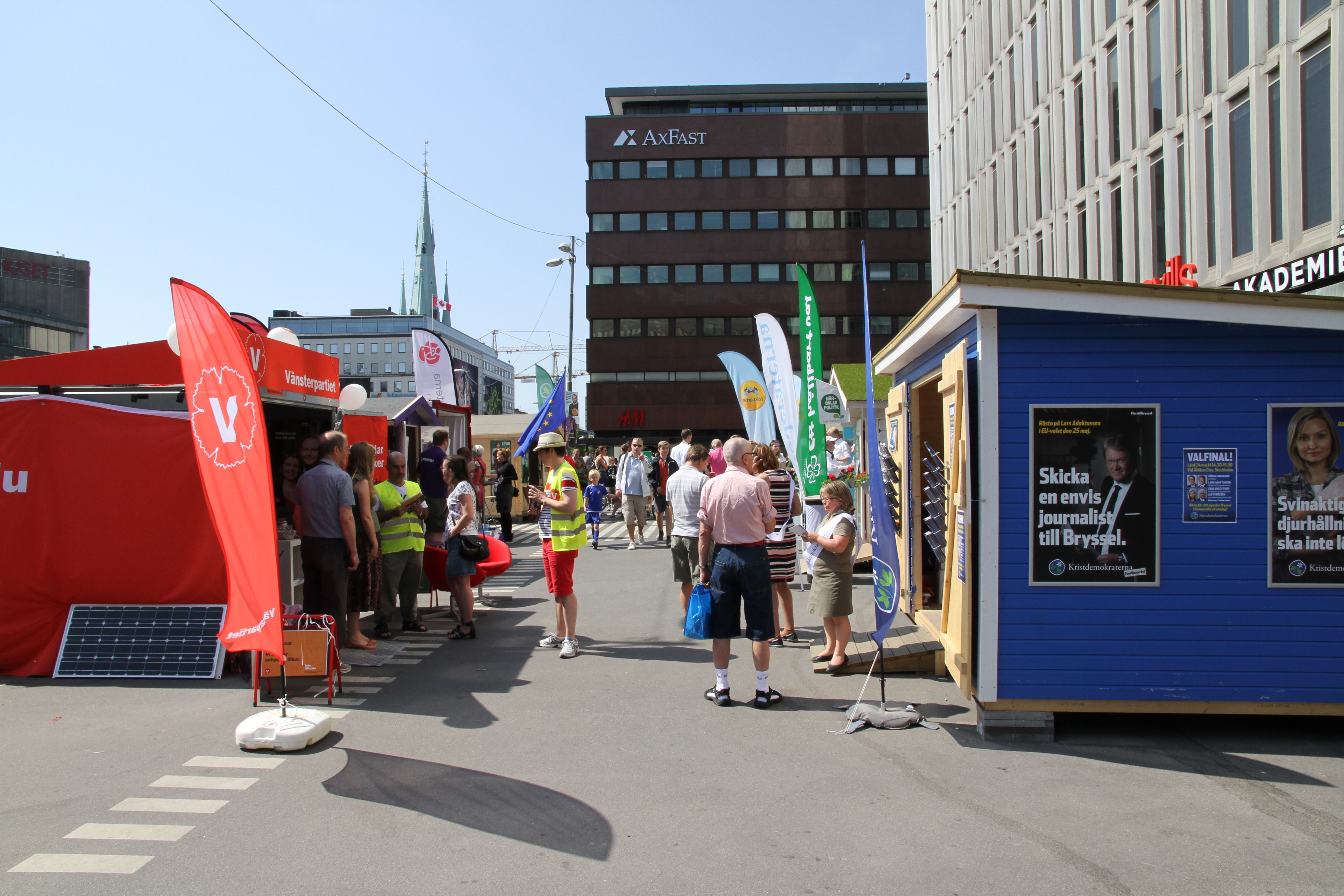
I Sverige är det populärt att kampanja med valstugor.

För kortspelet, se Valkampanj (kortspel)
Valrörelse och valkampanj är verksamheter som bedrivs före allmänna val och folkomröstningar i syfte att övertyga de röstberättigade att lägga sin röst på ett visst parti, en viss kandidat eller ett visst alternativ. I valrörelsen försöker de aktörer som ställer upp redogöra för och nå ut med sina ståndpunkter och förslag, vilket ofta innebär att man reser runt och håller tal och diskuterar med de röstande.

## Amerikanisering av valrörelser
Används som begrepp för att förklara den påverkan som strukturen på amerikanska valrörelser haft på övriga världens val. 
Amerikanisering nämns ofta i samband med begreppen ”politikens professionalisering” och ”politisk marknadsföring”. Begreppen används och definieras olika och det är inte entydigt vad som står för ”politikens professionalisering”, ”amerikanisering” och ”politisk marknadsföring”. Begreppen har mycket gemensamt och flyter således samman i användningen.      
I svensk forskning framhålls framförallt att en amerikaniserad politik innebär 
1. medialisering av politiken
2. marknadsorientering av politiken
3. anpassning till berört lands strukturella förutsättningar som lagar, normer, medier, valsystem samt ekonomiska och sociala faktorer

Med medialisering menar man de förändringar som gjorts för att passa in politiken i medielogiken. Då till exempel att de, i Europa och Sverige, allt oftare förekommande personcentrerade valkampanjerna och i media personcentrerade valduellerna är ett från USA inhämtat och mycket väl anpassat medieformat. Sak- och partifrågor har fått ge vika för den personliga ledargestalten.